# 安徽工业大学附属中学
安徽工业大学附属中学，简称安工大附中，是安徽省马鞍山市的一所高级中学，为安徽省示范高中。

## 校史
学校前身为创建于1968年的马鞍山市第八中学。1970年2月，与原延安小学合并改名为“延安学校”。1973年8月，小学部划出，复名为“马鞍山市第八中学”。2001年7月，与原马鞍山十四中合并并更名为“安徽工业大学附属中学”。2006年7月，学校被评定为安徽省示范高中。2008年7月，初中部迁出。

## 现状
学校现有42个高中教学班，在校学生2200余人。有教职工204人，其中特级教师1人，高级教师78人，市学科带头人4人。

## 知名校友
- 沈方泉：第二炮兵某部副营长，中共十六大主席团成员
- 李亭哲：内地男演员